# Вежхове
Вежхо́ве (пол. Wierzchowie) — село в Польше в сельской гмине Велька-Весь Краковского повета Малопольского воеводства.

## География
Село располагается в 16 км от административного центра воеводства города Краков. Около села проходит краевая дорога № 94.
В 1975—1998 годах село входило в состав Краковского воеводства.

## Население
По состоянию на 2013 год в селе проживало 434 человек.
| 1827 | 2000 | 2001 | 2002 | 2003 | 2004 | 2005 | 2006 | 2007 | 2008 | 2009 | 2010 | 2011 | 2012 | 2013 |
| ---- | ---- | ---- | ---- | ---- | ---- | ---- | ---- | ---- | ---- | ---- | ---- | ---- | ---- | ---- |
| 107  | 406  | 408  | 410  | 411  | 409  | 414  | 413  | 419  | 422  | 424  | 426  | 425  | 431  | 434  |

Данные переписи 2013 года:
| Перепись  | Всего   | Всего | Женщины | Женщины | Мужчины | Мужчины |
| --------- | ------- | ----- | ------- | ------- | ------- | ------- |
| Единицы   | человек | %     | человек | %       | человек | %       |
| Население | 434     | 100   | 228     | 52,5    | 206     | 47,5    |

## Туризм
Село располагается на территории туристической области Краковско-Ченстоховской возвышенности около Ойцовского национального парка. Вся территория села входит в состав ландшафтного парка «Долинки-Краковске». Через село проходят туристические пешие и велосипедные маршруты в долину Ключводы, где находится заповедник «Долина-Ключводы».